# Slobodan Grujić
Slobodan Grujić (Servisch: Слободан Грујић) (Novi Sad, 24 augustus 1973) is een Servisch voormalig professioneel tafeltennisser.
Hij nam deel aan de Olympische Zomerspelen 1992 onder de vlag van de IOP. De volgende drie edities (1996, 2000 en 2004) nam hij deel onder de vlag van Servië en Montenegro. Hij won nimmer een olympische medaille.

## Belangrijkste resultaten
- Brons in het mannendubbelspel op de Europese kampioenschappen 1992 met Ilija Lupulesku.
- Brons in het mannendubbelspel op de Europese kampioenschappen 2003 met Aleksandar Karakašević.